# كأس النرويج 1917
كأس النرويج 1917 (بالنرويجية: Norgesmesterskapet i fotball for menn 1917)‏ هو الموسم 16 من كأس النرويج. أشرف على تنظيمه اتحاد النرويج لكرة القدم، وكان عدد الأندية المشاركة فيه 16، وفاز فيه Sarpsborg FK ‏.